# José María Martínez Sánchez-Arjona
José María Martínez Sánchez-Arjona (Navalmoral de la Mata, 7 de febrero de 1905  - Madrid, 29 de diciembre de 1977) X Marqués de Paterna del Campo, fue un político español durante el periodo de la dictadura de Francisco Franco. Ostentó los cargos de Secretario Nacional de Sindicatos entre 1957 y 1960 y Ministro de la Vivienda entre 1960 y 1969 en sustitución de José Luis Arrese Magra. Fue Diputado a Cortes entre 1952 y 1967, primero en representación de la Organización Sindical y posteriormente por ser miembro del Gobierno de España.

## Biografía y Genealogía
Fue hijo de Anacleto Martínez Cuesta e Isabel Sánchez-Arjona y Vargas-Zúñiga, marquesa de Paterna del Campo, de quien heredó el título al fallecimiento de esta en 1958, convirtiéndose en el 10º marqués de Paterna del Campo. Nació en el seno de una aristocrática familia, hijo de Doña Isabel Sánchez-Arjona y Vargas-Zúñiga, marquesa de Paterna del Campo, y de su primer marido, Don Anacleto Martínez Cuesta.
Hizo sus estudios primarios en el colegio de San José, regentado por los jesuitas, en Villafranca de los Barros (Badajoz), cursando luego la carrera de Derecho, licenciándose en la Universidad de Deusto y doctorándose en la de Madrid. Ejerció como abogado y en la Inspección de Trabajo, así como de magistrado laboral, faceta en la que llegó a presidir el Tribunal Provincial de Trabajo de Sevilla.
Durante la Guerra Civil fue subjefe de Falange en Sevilla y, una vez finalizada la contienda, ocupó muchos y destacados cargos durante el régimen del general Franco, como el de Inspector General de Trabajo y delegado provincial de ese Ministerio en la capital hispalense, director general de Trabajo, en 1941, jefe nacional del Sindicato Textil, en 1954, secretario nacional de Sindicatos, procurador en Cortes, consejero nacional del Movimiento, miembro del Consejo de Economía Nacional y del Consejo del Banco de España a raíz de su cese en el Gobierno. Se le nombró consejero de ENSIDESA y vocal de la Empresa Nacional de Siderurgia, S.A. En el ámbito privado ostentó la condición de consejero de las sociedades anónimas Compañía Inmobiliaria Comercial y Minas de Almagrera.
Fue el segundo ministro de Vivienda, substituyendo a Arrese, desde el 22 de abril de 1960 hasta el 29 de octubre de 1969, fecha en que le sucedió Mortes Alfonso. Durante su mandato como ministro se construyeron la mayor parte de las 4.080.619 viviendas de protección oficial, construidas en el régimen de Franco.
Miembro de la Asociación de Hidalgos a Fuero de España, entre sus numerosas condecoraciones que se le concedieron destacan la Gran Cruz de las Órdenes Españolas de Carlos III, Isabel la Católica, Cisneros, San Raimundo de Peñafort, Mérito Militar y Mérito Aeronáutico, de la Orden Portuguesa de Cristo, de Orange Nassau de los Países Bajos, de la Orden Civil del Paraguay, junto a las Medallas de Oro de Toledo, Fernando Poo, Salamanca, Granada, de Motril, de Almuñécar y de Badajoz, etc., dedicándose a su memoria diferentes enclaves urbanos, como la avenida Sánchez-Arjona, en Sevilla, la avenida del marqués de Paterna, en Mérida, las plazas de Sánchez-Arjona, en Cáceres y Navalmoral de la Mata.
Contrajo matrimonio, el día 24 de enero de 1926, en Fregenal, con su prima Fernanda Sánchez-Arjona y Ureta (Fregenal, 23 de septiembre de 1899 − Madrid, 18 de noviembre de 1950), hija de Vicente Sánchez-Arjona y Sánchez-Arjona y Magdalena de Ureta Lambarri, en cuya prole continúa la Casa marquesal de Paterna del Campo. Viudo, pasó a segundas nupcias con Gloria Samper Vayá.
Al margen de su actividad política, publicó alguna obra poética, en ocasiones de marcado sentido religioso.
El marqués de Paterna del Campo falleció en Madrid, el 19 de diciembre de 1977.
| Predecesor: José Luis Arrese Magra | Ministerio de la Vivienda de España 1960 - 1969 | Sucesor: Vicente Mortes Alfonso |